# Captain Beyond (álbum)
Captain Beyond es el primer álbum del supergrupo Captain Beyond, formado por anteriores componentes de bandas como Deep Purple y Iron Butterfly. Fue publicado en julio de 1972, y contiene trece pistas, que sin embargo parecen tan sólo cinco, ya que las canciones de la 1 a la 3, de la 6 a la 8 y de la 9 a la 13 suenan completamente continuadas. Únicamente los temas 4 y 5 están aislados del resto y pueden considerarse, por tanto, independientes. 
La portada del álbum, obra de Joe Garnett, era en 3D en su versión estadounidense, hecha con impresión lenticular. 

## Lista de canciones
Todas las canciones fueron compuestas por Rod Evans y Bobby Caldwell. La duración de cada tema se indica en el álbum.

### Cara uno
1. "Dancing madly backwards (on a sea of air)" – 4:01
2. "Armworth" – 1:48
3. "Myopic void" – 3:30
4. "Mesmerization eclipse" – 3:48
5. "Raging river of fear" – 3:47

### Cara dos
1. "Thousand days of yesterdays (intro)" – 1:19
2. "Frozen over" – 3:46
3. "Thousand days of yesterdays (time since come and gone)" – 3:56
4. "I can't feel nothin' (part 1)" – 3:06
5. "As the Moon speaks (to the waves of the sea)" – 2:25
6. "Astral lady" – 0:15
7. "As the Moon speaks (return) – 2:13
8. "I can't feel nothin' (part 2)" – 1:13

### CD
1. "Dancing madly backwards (on a sea of air)" – 4:01
2. "Armworth" – 1:48
3. "Myopic void" – 3:30
4. "Mesmerization eclipse" – 3:48
5. "Raging river of fear" – 3:47
6. "Thousand days of yesterdays (intro)" – 1:19
7. "Frozen over" – 3:46
8. "Thousand days of yesterdays (time since come and gone)" – 3:56
9. "I can't feel nothin' (part 1)" – 3:06
10. "As the Moon speaks (to the waves of the sea)" – 2:25
11. "Astral lady" – 0:15
12. "As the Moon speaks (return) – 2:13
13. "I can't feel nothin' (part 2)" – 1:13

## Personal

### Componentes
La formación de Captain Beyond que grabó este álbum, con sus instrumentos, era la siguiente:
- Rod Evans: vocalista principal (procedente de Deep Purple).
- Bobby Caldwell: batería, percusión, coros, piano, vibráfono, campanas (procedente de la banda de Johnny Winter).
- Larry "Rhino" Reinhardt: guitarra principal, guitarra acústica, slide (procedente de Iron Butterfly).
- Lee Dorman: bajo eléctrico, coros, piano (procedente de Iron Butterfly).

### Equipo
- Ingeniero: Wayne Dailey
- Mezclador: Johnny Sandlin
- Ilustrador: Joe Garnett
- Fotógrafo: Gene Brownell
- Remasterizador: Steven Fallone.[1]